# Dichaetia pusilla
Dichaetia pusilla är en tvåvingeart som beskrevs av Boris Mamaev 1965. Dichaetia pusilla ingår i släktet Dichaetia och familjen gallmyggor. Inga underarter finns listade i Catalogue of Life.